# Emilio Maria Manolesso
Emilio Maria Manolesso, detto anche Emiliano (8 dicembre 1547 – Venezia, prima del 1584), è stato un letterato italiano.

## Biografia
Delle sue origini si sa ben poco. Probabilmente era compreso tra i cittadini originari, sebbene Marco Foscarini affermi che appartenesse a un ramo della famiglia patrizia Manolesso che, per qualche ragione, era stato escluso dal Maggior Consiglio.
Dai documenti dell'Università di Padova si desume che il Manolesso ebbe il dottorato in legge nel 1563. Si può ragionevolmente pensare che da questo momento abbia iniziato l'attività di "dottor dell'arti delle leggi civili e canoniche e della sacra teologia", come lui stesso si definiva nella sua Historia nova. È probabile, inoltre, che negli anni sessanta fosse al servizio di Alfonso II d'Este con il quale, a detta sua, ebbe rapporti molto stretti. Non è chiaro che ruolo abbia ricoperto in quest'occasione e si può addirittura pensare che si trovasse a Ferrara come fuoriuscito o confidente della Serenissima.
Il suo lavoro principale è l'Historia nova, pubblicata presso Lorenzo Pasquato nel 1572. Articolata in tre libri, fu dedicata al doge Alvise Mocenigo, all'ambasciatore spagnolo Diego Guzmán de Silva e al nunzio apostolico Antonio Facchinetti (futuro papa Innocenzo IX). Si tratta di un'opera storico-celebrativa sui successi veneziani conseguiti nell'ambito degli scontri tra i Turchi e la Lega Santa; la trattazione inizia con una cronistoria di Cipro e si conclude con le vicende politico-religiose nel Regno di Francia. Pare che il libro fosse stato sequestrato in quanto ricco di dettagli inopportuni e riflessioni personali che attaccavano in particolare il clero.
Nel 1573 mandò alle stampe (presso la tipografia "eredi Antonio Baldo" di Roma) il Discorso nel quale si contengono l'origine, sito, qualità, ricchezze, costumi, modo di governo e forze de Poloni, operetta di appena sei pagine che illustra con precisione la situazione geografica, etnografia e politica del Regno di Polonia. Il libretto fu proseguito dall'altrettanto breve La fausta et felice elettione in re di Polonia del seren.mo et val.mo Henrico di Valois pubblicato nello stesso anno presso Pietro Deuchino.
Pur non avendo mai ricoperto ufficialmente la carica di ambasciatore, una sua relazione sul Ducato di Ferrara del 1575 fu annoverata tra quelle dei diplomatici veneziani. Sullo stesso tema e con caratteri simili è  la Guida della vita, et compendio dell'historie illustri (presso Deuchino, 1576).
Nel 1584, quando il Manolesso era già morto, il fratello Antonio donò al vescovo di Ceneda Marcantono Mocenigo l'operetta Sermone sopra la Natività del Redentore nostro Giesù Christo (edita da Marcantonio Zaltieri nello stesso anno), a tema religioso. Va inoltre citato il Repertorium iuris di Giovanni Bertachini, alla cui riedizione, pubblicata nel 1590, collaborò anche Manolesso.